# سنجر الجولي
سنجر بن عبد الله علم الدين أبو سعيد الجولي (الذي تم تهجئته أيضًا سنجر الجوي أو سنجار الجوي أو سنجار الجويلي، 1255-14 يناير 1345) أميرًا مملوكيًا وحاكم غزة، فلسطين بين 1311-1320 في عهد سلطنة الناصر ناصر الدين محمد بن قلاوون ثم فترة أخرى وجيزة عام 1342 في عهد نجل الأخير عماد الدين إسماعيل. قبل ولايته الأولى كمحافظ، شغل الجولي لفترة وجيزة منصب أمير الشوبك في شرق الأردن وقبل ولايته الثانية كمحافظ لغزة،  عُيَّن محافظًا لحماة لمدة ثلاثة أشهر.
خلال فترة حكمه شارك في العديد من المشاريع الإنشائية في جميع أنحاء فلسطين، وخاصة في غزة. تحولت الأخيرة من بلدة صغيرة غير ذات أهمية سياسية إلى مدينة كبيرة ومزدهرة تحت قيادته. بعد تعيينه مشرفًا على ماريستان في القاهرة عام 1344، نجح الجولي في القضاء على تمرد شقيق إسماعيل الناصر شهاب الدين أحمد في الكرك. بعد ذلك، ركز على دراسة الشريعة الإسلامية ونشر تفسير لعمل العالم المسلم الإمام الشافعي قبل وفاته عام 1345.

## سيرة شخصية

### بدايات حياته وعمله العسكري
ولد الجولي عام 1255 ويعتقد المؤرخ المملوكي ابن تغري في القرن الخامس عشر أنه من أصل كردي. يشير اسمه "الجولي" إلى أنه كان مملوكًا (جنديًا عبدًا) للظاهر بيبرس، سلطان مملوكي بحري سابق. يؤكد ابن تغريبدي أن الجولي مسلم من الجيل الأول وأن والده كان اسمه المشيد عبد الله.
بعد وفاة الجولي، قام سنجر الجوي بتحويل ولاءاته إلى منزل السلطان المنصور سيف الدين قلاوون، وفي عهد نجل الأخير، سلطان الأشرف صلاح الدين خليل (حكم من 1290 إلى 1293)، انتقل مع الآخر إلى الكرك في جنوب شرق الأردن. عندما اغتصب العادل زين الدين كتبغا السلطنة من السلطان الناصر ناصر الدين محمد بن قلاوون (ابن آخر لقلاوون) في عام 1294، تم ترشيح الجولي لرئاسة الخشخانة، وهي قوة مملوكية من النخبة المملوكية موالية للسلطان، وغادر الكرك إلى القاهرة. خلال هذه الفترة تعرف على سيف الدين سالار، الذي كان يسميه "أخيه". شغل منصب أستاذ سالار الصغير (الصغرى ماجوردومو). تحت وصاية الأميرين سالار والمظفر ركن الدين بيبرس، تم تعيين الجولي أميرًا قلعة الشوبك، مركز حصن جنوب الكرك عام 1309. كان سالار وبيبرس الثاني أعداء للناصر محمد، الذي أعيد إلى السلطة عام 1299، وكانا مؤثرين في اغتصاب بيبرس الثاني للعرش عام 1309، منهيا عهد الناصر محمد الثاني.
على الرغم من صداقته مع سالار وبيبرس الثاني، إلا أن الجولي ظل مخلصًا للمماليك البحريين وانضم إلى الناصر محمد في منفى الأخير في الكرك بعد الإطاحة به من السلطنة. أقام الجولي في الكرك صداقة حميمة مع الناصر محمد. بعد عشرة أشهر من نفيه، انتزع الناصر محمد السلطنة من بيبرس الثاني عام 1310. الجولي، بصفته نائب محافظ الكرك، طور المدينة على نطاق واسع. أمر ببناء قصر، مدرسة إسلامية، حمام عام (كلية إسلامية)، وخان (كارافانسراي)، ومسجد ومستشفى، وتحويل الكرك إلى مدين.

### محافظ غزة وفلسطين
في وقت لاحق، في عام 1311، عين الناصر محمد الجولي نائب غزة والساحل والجبال، مما جعله في الواقع محافظًا لغزة والسهل الساحلي والمناطق الجبلية في فلسطين، بما في ذلك القدس والخليل ويافا. وجبل نابلس. وكان يحمل اللقب الإضافي مفتش الحرمين الذي يشير إلى المسجد الأقصى والحرم الإبراهيمي. إلى حد كبير بسبب علاقته الوثيقة بالسلطان، مُنح الجولي إقطاعيات كبيرة ودخلًا مرتفعًا بشكل غير عادي لأمير من مكانته. ووفقًا تقي الدين المقريزي، مؤرخ العصر المملوكي، فقد شارك الجولي في أعمال بناء ضخمة في غزة ويُنسب إليه الفضل في تحويل المدينة إلى عاصمة. أمر ببناء قلعة، ومستشفى، وأسواق في الهواء الطلق، وقافلة، ومدارس إسلامية، ومساجد، وحمامات عامة. كما قام ببناء دورة لسباق الخيل. فضل الجولي المدينة بشدة، وتحت حكمه، أصبحت غزة، التي كانت غير ذات أهمية نسبيًا خلال الفترتين الصليبية والأيوبية، مدينة مزدهرة وكبيرة.
على الرغم من أن تنكيز الحسامي كان الحاكم العام لسوريا، إلا أن الجولي كان مسؤولاً عن الروك (المسح العقاري) عام 1313، حيث سجل الحدود البرية لولاية بلاد الشام، باستثناء حلب وطرابلس. أمضى عدة أشهر في دمشق وطُلب منه حشد جزء من جيوش المدينة الأخيرة وغزة لإكمال المهمة. في بداية عام 1314 قدم الوثائق المكتملة إلى الناصر محمد في القاهرة.
في عام 1320، دخل الجولي في نزاع مع تنكيز بشأن منزل يبحث عنه تنكيز في دمشق ويملكه الجولي لكنه رفض بيعه. تدخل سلطان الناصر محمد من جانب تنكيز. قرب نهاية ذلك العام، سُجن الجولي لنحو ثماني سنوات بعد أن وُجهت ضده مزاعم بالفساد وإساءة استخدام السلطة. على وجه الخصوص، اتُهم بتوزيع الإقطاع على نفسه وعلى المماليك عندما أشرف على المسح المساحي لسوريا في 1313-1414. بعد الإفراج عنه في عام 1329، مُنح الجولي رتبة أمير أربعين (أمير الأربعين مملوك) وسرعان ما تمت ترقيته إلى أمير ميّا مقدم ألف (أمير مئة مملك، قائد 1000 جنود).
بعد وفاة السلطان في عام 1341، وفترة وجيزة لثلاثة سلاطين مختلفين لم يدم طويلا، عيّن نجل الناصر محمد، عماد الدين إسماعيل، الذي أصبح سلطانًا عام 1342، الجولي نائباً (واليًا) لحماة، وهو المنصب الذي شغله لمدة ثلاثة أشهر تقريبًا قبل إعادة تعيينه محافظًا على غزة حيث خدم أيضًا لمدة ثلاثة أشهر تقريبًا.

### مهنة في القاهرة والموت
بعد تكليفه بغزة، تم استدعاؤه إلى القاهرة، عاصمة المماليك، للعمل في مختلف المناصب الرفيعة داخل السلطنة، وأبرزها مشرف بيمارستان. تم إرساله من القاهرة لسحق تمرد من قبل شقيق إسماعيل الناصر أحمد في الكرك. حاصر الجولي قلعة الكرك ودمر جزء من سورها ونجح في القبض على أحمد حياً. وبذلك قطع رأسه وأرسل رأسه إلى إسماعيل. استأنف الجولي مهامه كمشرف بعد عودته إلى القاهرة. خلال هذا الوقت، وبعد أن كان يدرس الشريعة الإسلامية بالفعل، كتب تفسيرًا لأعمال الإمام الشافعي. حصل الجولي على مكانة عالية بما فيه الكفاية في علماء المسلمين لدرجة أنه تم تكليفه بسلطة إصدار الفتاوى وفقًا للمذهب الشافعي.
في 14 يناير 1345، توفي الجولي بسلام عن عمر يناهز 90 عامًا. دفن في ضريح داخل المدرسة وخانقاه سالار وسنجر، التي بناها في القاهرة عام 1304. قبره يجلس بجانب قبر سالار.

## تراث معماري

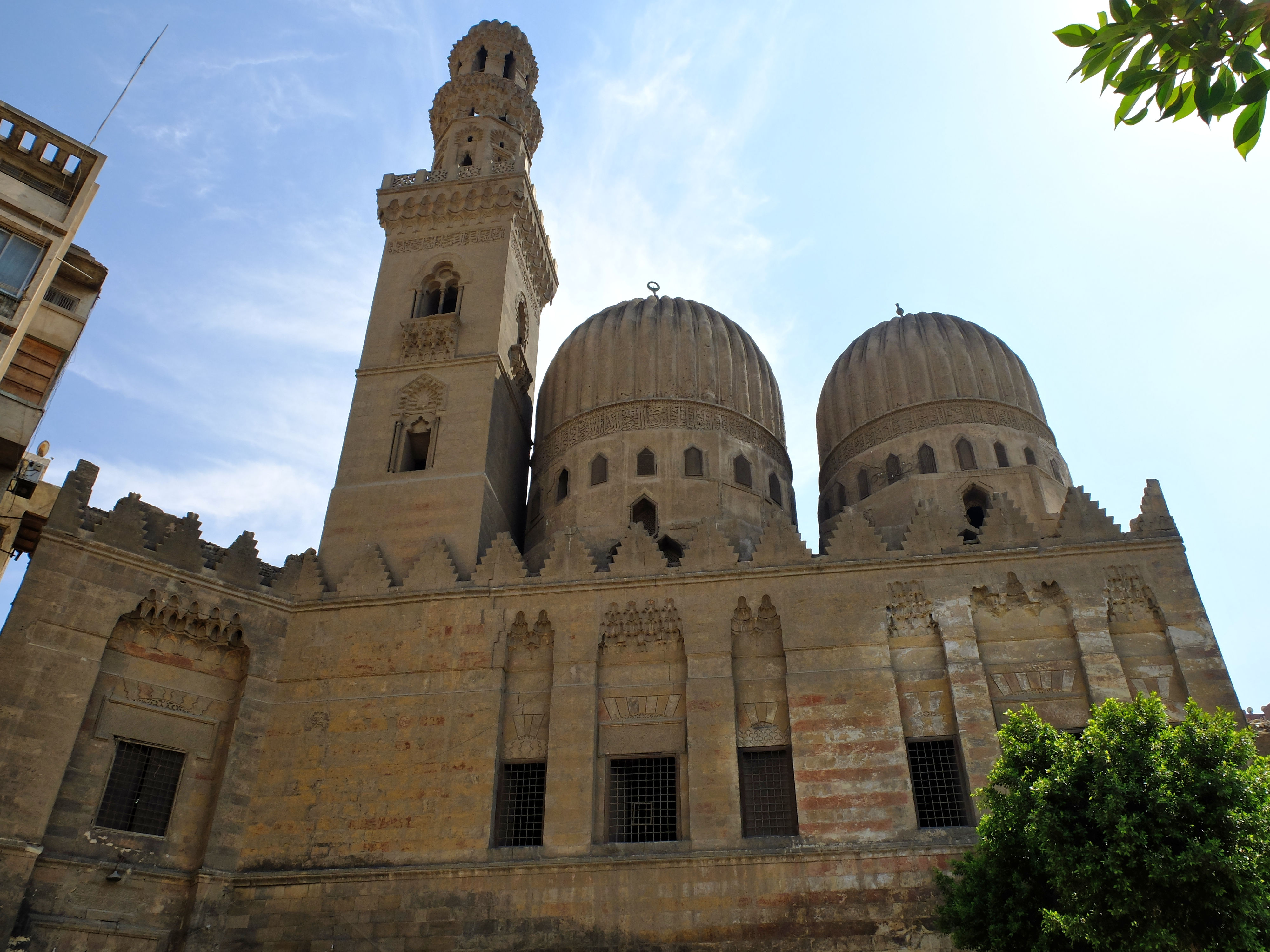
المقبرة والمدرسة وسنجار وصديقه سالار في القاهرة

خلال فترة ولايته لفلسطين، شرع الجولي في سلسلة من المشاريع المعمارية، لا سيما في عاصمته غزة ولكن في المدن الداخلية أيضًا. كما شيد العديد من المباني في القاهرة حيث عاش في أواخر حياته.
على طول شارع الصليبة في القاهرة المعز بالقرب من مسجد ابن طولون، أسس الجولي مسجد ومدرسة سنجر الجاولي في عام 1304. كان المجمع الواسع الذي تم تصميمه على الطراز المعماري الحلبي بمثابة مسجد ومدرسة للمذهب الشافعي خانقاه للمجتمع الصوفي وضريح مشترك للجولي وصديقه القديم سيف الدين سالار كان الجولي قد بني قبر سالار بشكل أكبر وأكثر زخرفة من قبره كدليل على احترامه لسالار.
في غزة، أمر الجولي ببناء مسجد الحلوة الذي تم تدميره لاحقًا. بعد هدمه، تم نقل النقش الذي يتضمن تاريخ الجامع ومؤسسه إلى مسجد الشمعة الواقع في جزء آخر من المدينة. قبل توليه منصب الحاكم، دمر المغول المسجد العمري الكبير (غزة) خلال غزوهم القصير عام 1260. في عام 1318 كلف الجولي بإعادة بناء الجامع الكبير ووقف باسمه وعلى اسم الناصر محمد. في عام 1320 قام ببناء حمام السمرة في حي الزيتون بغزة وهو اليوم بمثابة الحمام التركي الوحيد العامل في المدينة. تشمل الأعمال الأخرى بناء مدرسة (مدرسة الشريعة الإسلامية) للمذهب الشافعي، وخان (كارافانساري) وبيمارستان غزة. تم منح هذا الأخير باسم السلطان الناصر محمد آنذاك، وتم النص على أن المستشفى يجب أن يكون دائمًا تحت إشراف محافظي غزة.
قام الجولي بتنفيذ مشاريع بناء أخرى في جميع أنحاء فلسطين. وفي الخليل، بنى مسجد الجوالي، الذي سمي باسمه، بسقف من "الحجر الجميل" بحسب المقريزي. كذلك أمر ببناء بيت متنقل كبير في قرية قاقون على السهل الساحلي عام 1315. في عام 1320 أسس المدرسة الجولية في القدس. قام الجولي ببناء بيت متنقل أصغر في قرية الخطيب، وهي نقطة توقف بين القدس وأريحا، وفي غابة أرسوف تم بناء ممر (القناطر). في الحمرا، بالقرب من بلدة بيسان، أمر الجولي ببناء خان سالار (قافلة سالار)، على شرف صديقه سالار، القائد السابق لجيش المماليك.